# Melchior von Redern
El barón Melchior von Redern (Breslavia, 6 de enero de 1555- Deutsch Brod, 20 de septiembre de 1600) fue un general austríaco conocido por su participación en las guerras contra el imperio otomano.

## Biografía
Redern pertenecía al antiguo linaje de los barones von Redern. Su padre, Friedrich von Redern el viejo († 1564), poseía las tierras silesias de Ruppersdorf, Tost y Peiskretscham así como Friedland en Bohemia. Su madre Salomena provenía de la familia de los barones von Schönaich.
Se alistó en 1575 en el ejército imperial de los Habsburgo, combatiendo en el reino de Hungría contra los turcos y después en Polonia y en Flandes. En 1581 el emperador Rodolfo II le otorgó tierras en Friedland, Reichenberg y Seidenberg. En 1582 se casó con Katharina Schlick y poco después recibió el mando de un ejército y finalmente el cargo de comandante en 1588-
De 1585 a 1587, Melchior y su hermano Christoph († 3 de septiembre de 1591) hicieron construir el castillo de Reichenberg. En 1591, todos sus hermanos habían fallecido, quedando Melchior von Redern como único señor de Friedland. Su hijo Christoph nació ese mismo año. Como comandante de un regimiento de caballería de 1 300 hombres, derrotó el 22 de junio de 1593 a un ejército otomano en la batalla de Sisak pese a su inferioridad numérica. El 30 de septiembre de 1593 repitió su éxito en la subsiguiente batalla de Pápa.
En 1598, al frente de 2 000 caballeros, defendió Großwardein contra 120 000 turcos que, después de doce asaltos infructuosos, levantaron finalmente el sitio el 3 de noviembre de 1598. En reconocimiento a estos servicios Rodolfo II lo elevó al rango de caballero del Sacro Imperio el 16 de mayo de 1599 en Praga. Fue además nombrado presidente del consejo aúlico y gobernador de Raab en Hungría.
A la muerte del conde Adolf von Schwarzenberg frente a los muros de Pápa, Redern dirigió en 1600 el ataque contra la fortaleza de Pápa ocupada por mercenarios rebeldes franco-valones. Se apoderó de esta el 9 de agosto tras un combate sangriento donde dio la orden de no hacer ningún prisionero. El 11 de agosto de 1600 fue nombrado mariscal en Viena.
Desde Raab, von Redern marchó poco después para Friedland, para reponerse de una enfermedad que había contraído durante su viaje a Viena. Murió de camino al pueblo de Deutsch Brod. Sus restos fueron transportados hasta Friedland, donde fue inhumado el 6 de enero de 1601 en el panteón familiar. En 1605 se erigió un monumento de bronce en su memoria.
Redern favoreció el desarrollo económico  de Friedland y animó en particular el aprovechamiento del bosque primario de los Montes Jizera y la implantación de  la industria del cristal. En 1584 fundó el asentamiento montañés de Böhmisch Neustadt y en 1594 Bílý Potok.